# Marianna Farnararo De Fusco
Marianna Farnararo, provdaná a ovdovělá De Fusco, provdaná Longo (13. prosince 1836, Monopoli – 9. února 1924, Pompei) byla italská šlechtična, která se jako významný dobrodinec podílela spolu se svým manželem bl. Bartolem Longem stala spoluzakladatelkou poutní svatyně P. Marie Růžencové a okolo ní se nachzejícího města Pompei.

## Stručný životopis
NArodila se v apulském městě Monopoli, otec jí zemřel v deseti letech. Vzdělání přijala v řeholní vzdělávací instituci. V roce 1852 se provdala za hraběte Albenzia De Fusco di Lettere a přestěhovala se do Neapole i se svou matkou a bratrem Františkem. S manželem měla pět dětí. V prostředí neapolské aristokracie zakořenila a nalezla mnohé kontakty, zejm. se sv. Caterinou Volpicelli zakladatelkou řeholní kongregace Služebnic Nejsvětějšího Srdce. Po dvanácti letech manželství ovdověla, a protože se musela starat o rodinný majetek, obrátila se s prosbou o pomoc na mladého advokáta Bartola Longa. Při správě jejího majetku v pompejském údolí započala Longova propagace růžence, díky níž vznikla pompejská bazilika Panny Marie Růžencové a zároveň velké množství charitativních děl. Aktivity Bartola Longa byly štědře podporovány hraběnkou De Fusco, a na radu papeže Lva XIII. Longo s Mariannou dne 1. dubna 1885 vstoupili do svazku manželského. Jejich společný život byl poznamenán především společnou charitativní činností, a po vzniku svatyně i charitativních děl, v roce 1906 všechna svá díla darovali papeži Piovi X. Marianna de Fusco Longo zemřela v Pompejích dne 9. února 1924 ve věku 87 let.